# المصري
صحيفة المصري كانت صحيفة وطنية صدرت في القاهرة، مصر، من عام 1936 إلى عام 1954. كانت الصحيفة واحدة من الصحف الأكثر قراءة على نطاق واسع خلال فترة وجودها، وأغلقتها السلطات المصرية في 4 أيار 1954.

## التاريخ والملف الشخصي
أسس كريم ثابت ومحمد التابعي ومحمود أبو الفتح عام 1936 صحيفة المصري. ساعد إيلي بوليتي، رجل الأعمال اليهودي البارز، في تأسيس الصحيفة. وبعد فترة وجيزة من إنشائها، اشترى محمود أبو الفتح الصحيفة مقابل بضعة آلاف من الدولارات وجعلها وسيلة إعلامية رسمية لحزب الوفد. عمل أشقاء محمود أبي الفتح الأصغر سنًّا في الصحيفة: كان حسين أبو الفتح رئيس التحرير، وكان أحمد أبو الفتح محرر صحيفة المصري.
وبعد استحواذ محمود أبو الفتح على الصحيفة، تبنى صحيفة المصري موقفًا سياسيًّا وطنيًّا. وقد بِيعَت من هذه الصحيفة 100 ألف نسخة، مما جعلها ناجحة ماليًّا وذات قوة سياسية مؤثرة. وأصبحت أيضًا منافسًا للأهرام. وفي تموز 1939 فُتِّشَت منازل المحررين بناء على أوامر النائب العام بسبب المعارضة الشديدة من حزب الوفد ضد الحكومة. وفي نفس الفترة كانت صحيفة المصري من بين المنتقدين المتحمسين لجماعة الإخوان المسلمين التي بدأت تكتسب المزيد من الأعضاء في المجتمع.
ابتداءً من الحرب العالمية الثانية، قامت الحكومة المصرية بتقييد عدد صفحات جميع الصحف، بما في ذلك صحيفة المصري، إلى ست صفحات بسبب نقص الورق. وعلى الرغم من انتهاء الحرب وتحسن إمدادات الورق، فقد حددت الحكومة عدد صفحات الصحف بثماني صفحات. اعتبارًا من عام 1950، كان لدى صحيفة المصري اثنتي عشرة صفحة. لقد ضعفت علاقة صحيفة المصري بحزب الوفد بعد الحرب العالمية الثانية. ولكنها لم تختفِ تمامًا، ونشرت الصحيفة العديد من المقالات الداعمة لاستقلال الدول العربية في شمال إفريقيا بما يتماشى مع سياسات الحزب في عام 1947.
بيع من صحيفة المصري 150 ألف نسخة في عام 1953. في أيار 1954 اتهم السلطات الأخوان الفتح بعدم الولاء للمصالح الوطنية بعد نشر عدة مقالات في الصحيفة تطالب جمال عبد الناصر باتباع سياسات حزب الوفد. فحُظرَت الصحيفة في 4 أيار 1954. وبعد فترة وجيزة من إغلاق صحيفة المصري، اُستخدمَت مرافق النشر الخاصة بها لنشر صحيفة الجمهورية التي تديرها الدولة والتي أُطلقَت في نفس العام.